# Corybantes
Corybantes é um gênero de traça pertencente à família Brachodidae.